# Decker, Indiana
Decker är en kommun (town) i Knox County i Indiana. Vid 2010 års folkräkning hade Decker 249 invånare.